# تن باله‌آبی شمالی
تن باله‌آبی شمالی (نام علمی: Thunnus thynnus) نام یک گونه از سرده ماگورو است.

## نگارخانه

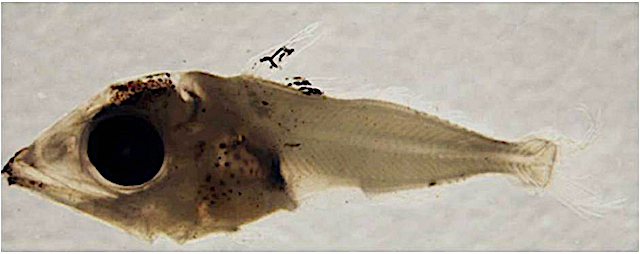
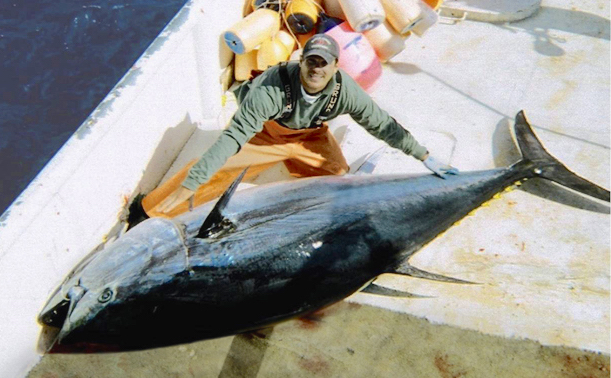